# 吉爾德 (密蘇里州)
吉爾德（英語：Guild）是位於美國密蘇里州德克薩斯縣的非建制地區。

## 歷史
吉爾德的郵局於1908年設立，其後於1932年停運。

## 地理
吉爾德所處的海拔為高於海平面366米（即1201英呎），而該地所採用的時區為UTC-6，即北美中部時區（CST）。同時該地設有夏令時間，為UTC-6調快一小時，即UTC-5（CDT）。